# سیارک ۵۳۱۵۷
سیارک ۵۳۱۵۷ (به انگلیسی: 53157 Akaishidake، نامگذاری:1999CP) پنجاه و سه هزار و صد و پنجاه و هفتمین سیارک کشف شده‌است که در ۵ فوریه ۱۹۹۹ کشف شد.